# Black Magic M-66
Black Magic M-66 (яп. ブラックマジック M-66 Буракку Мадзикку Марио Сиккусути Сиккусу) — научно-фантастическая манга Масамунэ Сиро. Была впервые опубликована в виде додзинси в 1983 году,  в 1985 году переиздана как танкобон. Экранизирована в виде одноимённой OVA в 1987 году, сюжет основан на одной из глав. Режиссёрами выступили Хироюки Китакубо и сам Масамунэ Сиро. В США лицензией на выпуск манги обладает компания Dark Horse Comics. В 2016 году стартовала web-версия Black Magic Ghost Drive, которую в 2019 году издала Shueisha в двух томах.

## Сюжет
Действие происходит в некоем будущем, где одно могущественное государство воюет со своим северным соседом. В лесном массиве терпит крушение самолёт с двумя суперсовременными киборгами M-66, разработанными талантливым учёным и профессором Мэттьюсом. При падении в программе M-66 происходит сбой и роботы «начинают считать», что их целью является внучка Мэттьюса, Феррис. Место падения самолёта окружают специальные войска, но одному из киборгов удаётся прорваться сквозь оцепление. Свидетельницей этому становится отважная журналистка Сибель, решившая спасти девочку от гибели.

## Роли озвучивали
| Актёр            | Роль           |
| ---------------- | -------------- |
| Тиса Ёкояма      | Феррис         |
| Ёсико Сакакибара | Сибель         |
| Итиро Нагаи      | доктор Мэттьюс |
| Кёко Тонгу       | Накамура       |
| Синдзи Огава     | майор Артур    |
| Ю Мидзусима      | Ричард Лики    |
| Кадзуюки Согабэ  | Рико           |
| Кодзо Сиоя       | Пако           |
| Махито Цудзимура | доктор Слэйд   |
| Норио Вакамото   | Роджер         |

## Музыка
| №   | Название       | Длительность |
| --- | -------------- | ------------ |
| 1.  | «Finally»      | 4:11         |
| 2.  | «Army»         | 3:11         |
| 3.  | «Tension»      | 2:21         |
| 4.  | «Action»       | 3:11         |
| 5.  | «Morning»      | 1:32         |
| 6.  | «Presentiment» | 2:27         |
| 7.  | «March»        | 3:36         |
| 8.  | «City»         | 2:14         |
| 9.  | «Crisis»       | 3:24         |
| 10. | «Gallery»      | 2:29         |
| 11. | «Attack»       | 2:35         |
| 12. | «Human Being»  | 4:10         |
| 13. | «Geometry»     | 5:01         |

Завершающая композиция:
1. Finally в исполнении Юки Китахары (Икуко Тагами)

Музыка: Дзоё Катаянаги (2—12), Кэнго Куродзуми (1, 13); слова: Такао Абэ (1, 13); аранжировка: Масамити Амано (1, 13).

## Выпуск на видео
OVA сначала выходила на VHS в США в 1991 году от U.S. Renditions. В 1995 году видеокассеты издала Manga Entertainment в Великобритании. Британский совет по классификации фильмов присвоил рейтинг 15. DVD появились в 2001 году. Формат был 1,33:1 (4:3), а звук Dolby Digital стерео (японский) и Dolby Digital 5.1 (английский). По сравнению с первыми выпусками, трансфер имеет много улучшений, что особенно увлекает в некоторых сценах. Цвета яркие, с точными телесными тонами и приличным чёрным. Звуковая дорожка 5.1 имеет лучшую чёткость и увеличенную направленность, хотя дальние фоны используются редко. Стерео 2.0 кажется немного приглушённым, а в боевых сценах меньше удара. Диалоги во всех случаях живые и чистые, без искажений. Добавлены английские субтитры, хотя они слегка отличаются от дубляжа, ничего существенного не потеряно. Дополнительные материалы включают описание пяти персонажей, превью, трейлер и каталог издателя, ссылки на сайты.
В 2002 году в Японии диски были выпущены Bandai Visual. В США вопрос с переизданием затянулся, пока в 2013 году лицензию закрытой Section23 Films не приобрела Maiden Japan.

## Отзывы
Джонатан Клементс и Хелен Маккарти в энциклопедии обратили внимание, что Black Magic начиналась как фэнзин и предоставила Сиро первый профессиональный контракт. Аниме-адаптация самой связной главы Booby Trap была скопирована с «Терминатора» Джеймса Кэмерона и финала «Чужих». Сибель и Феррис переигрывают отношения Рипли и Ньют в нескольких сценах, особенно в погоне с лифтом и спасении в последнюю минуту, но OVA развлекает несмотря на заимствования. Единственное разочарование состоит в том, как андроиды уничтожают блокпост — всё могло выглядеть иначе, если бы у создателей был бюджет на шестирукого прототипа М-77, который упоминается только за кадром. Другим пережитком является аллегорическое противостояние в стиле «холодной войны» между Севером и Югом, что некоторые японские критики неверно истолковывают как поклёп на Корею. Также на Сибель надета футболка с надписью «Яблочное зёрнышко», ещё одной манги автора, экранизированной в 1988 году. Последствия удивительно похожи на «Акиру» Кацухиро Отомо, ещё один случай перфекционизма, где превышен бюджет аниме. Первая и последняя работа Сиро в качестве режиссёра закончилась настолько резко, что он отказался участвовать в каких-либо будущих адаптациях. В некотором смысле, это является косвенной причиной провалов Landlock и Gundress, самовольно присвоивших его имя для обеспечения популярности.
Фред Паттен в рубрике «„Забытые“ аниме» на сайте Cartoon Research подчеркнул, что адаптация манги Black Magic была известна в своё время, но создатель стал узнаваемым по экранизации Appleseed, а затем и «Призрака в доспехах». Хироюки Китакубо являлся режиссёром эпизода «Повесть о двух роботах» в Robot Carnival. Необходимо отметить, что вооружённые силы не обозначены, но визуально это японская армия (без упоминания Сил самообороны). Неясно, был ли инцидент, вызвавший крушение вертолёта, несчастным случаем или саботажем со стороны «Севера». Японские зрители поняли бы, что «Север» — эвфемизм для России / Советского Союза, традиционного врага. На самом деле в оригинале события разворачивались на Венере миллионы лет назад. Съёмочная группа OVA, включая Сиро, сделала обстановку достаточно расплывчатой, чтобы покупатели, незнакомые с мангой, могли предположить, что в будущем действие произойдёт в Японии. Также стоит обратить внимание на плохой уровень анимации в лесу и очках доктора Мэттьюса. Black Magic M-66 в основном был снят на студии AIC, но финансировался Bandai Visual. Данное аниме считается старомодным, но всё же достойным примером жанра «неудержимого робота-убийцы».
В научном докладе «Образ девушки-охотника в манге Масамунэ Сиро» в качестве примеров рассматриваются робот М-66 и журналистка Сибель. Излюбленным персонажем автора является воительница. В общем и целом сюжет напоминает боевик Джеймса Кэмерона «Терминатор», однако в манге нет никаких путешествий во времени. М-66 изображён как женщина с длинными волосами, которая охотится на людей с целью их устранения. Важно, что киборг должен исполнять приказы. Более того, он является частью специального подразделения, предназначенного для боевых операций. Большинство отаку мужского пола, по крайней мере, видят в этих девушках сексуальный объект. Они удовлетворяют потребность читателей в сексе и насилии, где женщина с оружием приятна так же, как и техника. Более того, М-66 взяли за основу при создании Дюны Ньют, а Сибель для Леоны в «Яблочном зёрнышке».
Журнал Otaku USA напомнил, что Black Magic была первой мангой Сиро, хотя и не самой популярной, но получившей аниме-адаптацию. С профессиональным выпуском это открыло дорогу «Яблочному зёрнышку». В конце 1980-х годов рынок OVA процветал, и производители изо всех сил пытались найти материал для продажи на VHS за 10000 иен. Устоявшаяся читательская аудитория позволяла легко ориентироваться в новых товарах. Наиболее заметным аспектом стало участие самого мангаки, который занимался сценарием, раскадровкой и был сорежиссёром. Несмотря на то, что подобное не отличалось от производства Кацухиро Отомо над фильмом «Акира», Сиро не любил анимацию, и Black Magic M-66 стала для него последней, к чему он имел непосредственное отношение. В США это был один из самых ранних выпусков, наряду с Dominion: Tank Police, появившихся у фанатов в начале 1990-х годов и ставших ностальгией по «старой школе». Тогда же наметилась тенденция: отказ от прямой адаптации оригинального сюжета. Остаётся заманчивый вопрос: что если работа автора была более удовлетворительной и он сделал бы карьеру в аниме как Отомо? Или придётся оплакивать потерю художника в индустрии.
Сайт The Anime Critic поставил оценку «хорошо». По мнению ресурса, Black Magic M-66 — один из самых крутых боевиков в аниме. Сюжет простой, как и персонажи. Репортёр Сибель довольно жёсткая и компетентная и, по крайней мере, в состоянии позаботиться о себе, в отличие от цели андроида, стереотипной беспомощной девочки. Роботы-убийцы были бездушными машинами, которые просто следовали своим программам, не имея никаких эмоций или злодеяний, которые могли повысить их способность вызывать страх. Это очень похоже на «Терминатора», эпизоды хорошо поставлены и захватывают в ожидании. Сцена в лифте жёстко напрягает. Чтобы действие было ещё более интересным, зритель не знает, когда всё закончится. Любой, кто знаком с творчеством Сиро, без сомнения заметит его стиль. Анимация плавная, хотя выглядит отвратительно в паре сцен. Музыка упрощённая, хотя она напряжена и многое добавила в атмосферу. Нелогичным и глупым выглядит то, откуда журналистка получила навыки управления специальными  транспортными средствами и оружием, а также комедийный момент с мотоциклом.
THEM Anime написал, что это дань уважения «Терминатору» и «Чужим». Нужно поменять пол старого доброго Арни или представить, что действует Рипли с фотоаппаратом, и всё начинает выглядеть знакомым. Удивительно, что довольно развлекательное зрелище, если отказаться от развития персонажей, сюжета и логики. Black Magic M-66, как боевик, чертовски хорош. Любопытно, как репортёр может использовать оборудование, к которому имеют доступ только военные. Тем не менее, в отличие от многих других боевиков со взрывами, крутыми ударами, монотонным и бессмысленным разрушением, не понять, когда он закончится. Причина в том, что Сиро Масамунэ думал сам: это не совсем прямая адаптация его оригинальной сюжетной линии. Самое интересное в аниме — злодеи, точнее, андроиды. Возможно, именно полное отсутствие человечности делает их такими же пугающими, каким был Терминатор. Тот факт, что они не более, чем марионетки в женском обличье, показывает ужасную природу — кукла заводится своим создателем. Хотя это не головокружительная или классическая работа Сиро, Black Magic M-66 определённо является хорошим выбором для дружеского аниме-вечера c рисовыми крекерами. Рекомендуется смотревшим Bubblegum Crisis и «Призрак в доспехах».